# Johann Baptist Lexa von Aehrenthal
Johann Baptist Lexa von Aehrenthal también conocido como Jan Baptist Antonin Lex von Aehrenthal ( 30 de julio de 1777 en Praga – †  17 de octubre de 1845 en Doxan) fue un  pomólogo bohemio (Imperio austríaco) en el siglo XIX, e ilustrador científico.

## Biografía
Lexa von Aehrenthal nació como hijo de Johann Anton Ritter Lexa von Aehrenthal. La familia era una familia burguesa ennoblecida en 1790. Asistió a la escuela secundaria en Praga y luego estudió derecho allí. Luego ingresó al servicio civil, se convirtió en administrador de distrito en el tribunal de distrito de Bohemia kk y en consejero privado en la gobernación estatal de Bohemia kk, de la cual finalmente se convirtió en vicepresidente. En reconocimiento a sus servicios como funcionario público, fue elevado a la categoría de barón de Bohemia el 10 de marzo de 1828.
Lexa von Aehrenthal se casó con Philippine Freiin Schirndinger von Schirnding el 13 de septiembre de 1807 († 18 de agosto de 1811). En su segundo matrimonio, contrajo matrimonio con la condesa Johanna Nepomucena von Wilczek el 7 de enero de 1815. De este matrimonio nacieron dos hijos:
- Johann Baptist II Baron Lexa von Aehrenthal (nacido el 11 de marzo de 1817), ∞ Condesa imperial Maria Felicia von Thun-Hohenstein
- Franziska Romana Maria Rosina Freiin Lexa von Aehrenthal (nacida el 13 de marzo de 1819 en Praga), ∞ Freiherr Franz Xaver Maria Aloys von Paumgarten

Tras la muerte de su padre, Lexa von Aehrenthal heredó el dominio de Doxan en Bohemia; también el Castillo de Terespol en Polonia con la propiedad asociada, que su padre había adquirido en 1804. Aquí construyó una extensa y ejemplar plantación de árboles frutales.

## Obras
- Anleitung unter den in Deutschland bekanntesten Kernobstsorten ohne Beihilfe wissenschaftlicher Systeme eine den verschiedenen Zwecken entsprechende Wahl selbst treffen zu können: erläutert durch eine im praktischen Sinne aufgefaßte Zusammenstellung, Eintheilung und Ordnung der Kernobstsorten Deutschlands. C.W. Medau und Comp., Prag 1845.-«Instrucciones para poder hacer una elección según los diversos propósitos entre las variedades de frutas de pepita más conocidas en Alemania sin la ayuda de sistemas científicos: explicado por una recopilación, clasificación y orden de las variedades de frutas de pepita en Alemania en un sentido práctico. CW Medau y Comp., Praga 1845.»
- Deutschlands Kernobstsorten., 3 Bände, 1833/37/42.-«Variedades de frutas de pepita de Alemania. , 3 volúmenes, 1833/37/42.»